# Willi Stöve

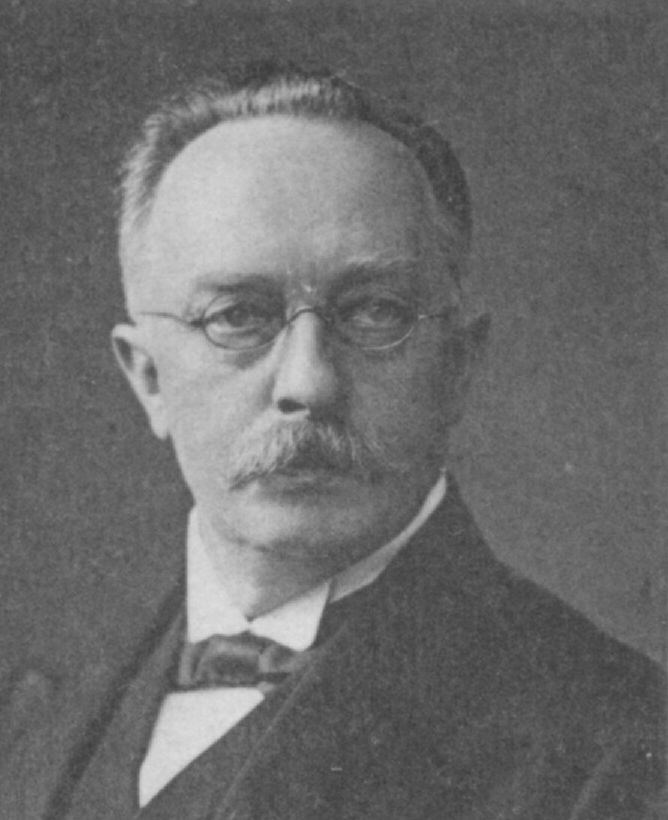
Willi Stöve als Reichstagsabgeordneter 1912

Willi Stöve (* 4. Februar 1860 in Berge; † 22. September 1931 in Hamburg) war Unternehmer und Mitglied des Deutschen Reichstags.

## Leben
Stöve besuchte die Volksschule und Privatschule in Berge, das Realgymnasium in Osnabrück, die Industrieschule in Nürnberg, die Polytechnische Hochschule in Braunschweig und die Universität Leipzig. Er absolvierte eine kaufmännische Lehre in Celle, wurde Kaufmann in Berge, in Braunschweig und Nürnberg, Fabrikbesitzer in Zeitz, Syndikatsdirektor in Magdeburg und Hannover und Generaldirektor in Berlin. Zwischen 1891 und 1903 war er Stadtverordneter in Zeitz und von 1894 bis 1903 Mitglied der Handelskammer Halle.
Von 1912 bis 1918 war er Mitglied des Deutschen Reichstags für den Wahlkreis Provinz Hannover 4 (Osnabrück, Bersenbrück, Iburg) und die Nationalliberale Partei.